# كوتا سوغاوارا
كوتا سوغاوارا (باليابانية: 菅原 康太) (مواليد 22 مايو 1985)، هو لاعب كرة قدم ياباني سابق كان يلعب كمهاجم.

## وصلات خارجية
- كوتا سوغاوارا على موقع رابطة كرة القدم اليابانية للمحترفين (اليابانية)
- كوتا سوغاوارا على موقع Soccerway.com (الإنجليزية)